# Коммелина
Коммелина (лат. Commelina) — типовой род однодольных цветковых растений, однолетних и многолетних трав семейства Коммелиновые (Commelinaceae), включающий около 200 видов, распространённых в Евразии, Африке, Северной и Южной Америке.

## Названия
Научное название дано роду в 1703 году французским ботаником Шарлем Плюмье в честь голландских ботаников Яна Коммелина, 1629—1692), одного из основателей знаменитого ботанического сада Hortus Botanicus Amsterdam, и его племянника Каспара Коммелина, 1667—1731), с 1696 года директора этого сада.
В русскоязычной литературе встречается утверждение, что в названии «коммелина» проявился юмор Карла Линнея: исходя из строения цветка (в котором два лепестка крупные и ярко окрашенные, а третий — мелкий и окрашен бледнее), он якобы назвал этот род в честь трёх братьев Коммелинов, из которых двое были ботаниками, а третий — никчёмным человеком. Это утверждение содержит в себе по крайней мере две фактические ошибки: во-первых, род был назван Commelina Шарлем Плюмье в честь Коммелинов ещё до рождения Линнея (в работе Nova plantarum americanarum genera, Париж, 1703—1704); во-вторых, трёх братьев Коммелинов не было: помимо двух Коммелинов-ботаников был брат первого и отец второго — Casparus Commelin (1634—1693): историк, книготорговец и издатель газеты. Одной из причин подобной путаницы является то, что с точки зрения Международного кодекса ботанической номенклатуры научные названия растений, обнародованные до 1 мая 1753 года, не считаются действительно обнародованными, а потому Линней формально является автором родового названия Commelina и полное научное название рода записывается как Commelina L. (1753).
Синонимы:
- Athyrocarpus Schltdl. ex Benth. (1855)
- Commelinopsis Pichon (1946)
- Phaeosphaerion Hassk. (1866)

## Распространение
Большинство видов рода встречается в тропических и субтропических зонах Земного шара; некоторые виды в качестве сорных и заносных растений заходят в южные районы умеренной зоны Северного полушария.

## Описание
У некоторых видов имеются клубневидные корни, от которых отходят однолетние побеги. Другие виды таких корней не имеют, их вечнозелёные побеги стелются по земле, укореняясь в узлах.
Прицветники асимметричные, лодочковидные, в них погружены группы бутонов. Лепестков три, два из них — более крупные и, обычно, более ярко окрашенные. У основания лепестки сужаются. Цвет лепестков обычно синий, но встречается также белая и розовая окраска. Тычинок шесть, расположены в два круга. У большинства коммелин цветки недолговечны: раскрываются утром, увядают в течение одного дня. Особенностью коммелин является то, что лепестки цветков, увядая, не засыхают, а превращаются в студнеобразную массу.

## Использование
Некоторые коммелины выращивают как декоративные растения.
Корни некоторых видов (в том числе коммелины обыкновенной) съедобны.
Используются коммелины и в народной медицине.

## Виды

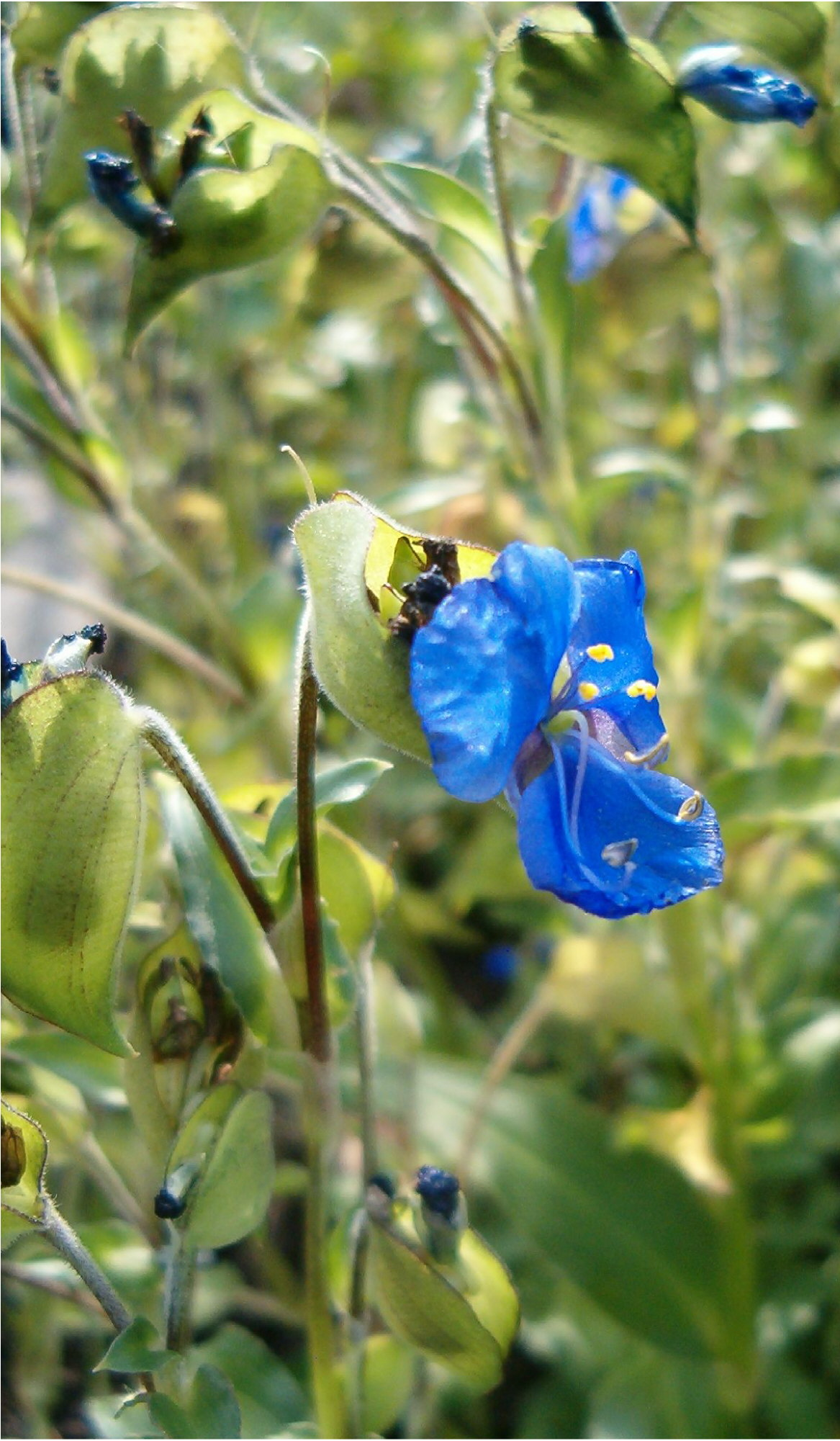
Commelina coelestis

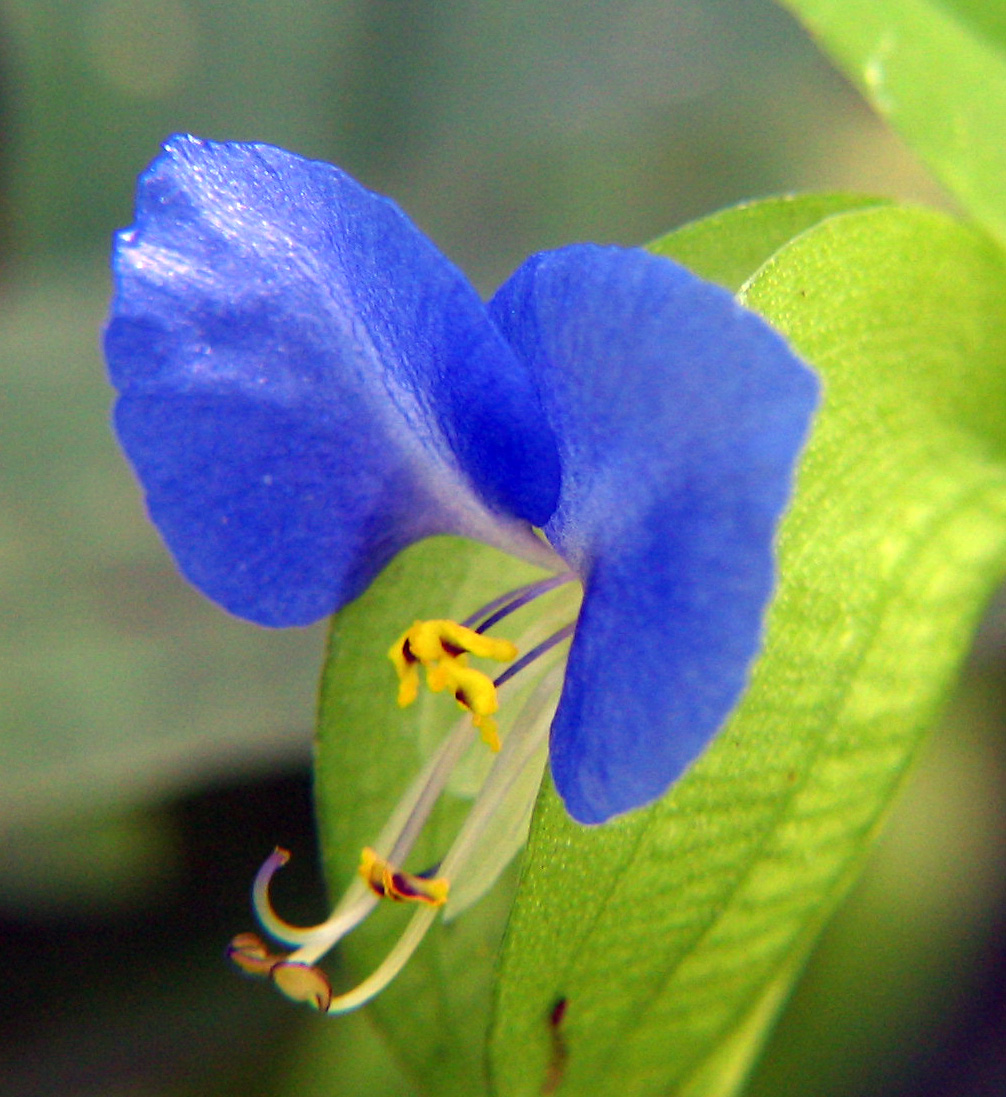
Commelina communis

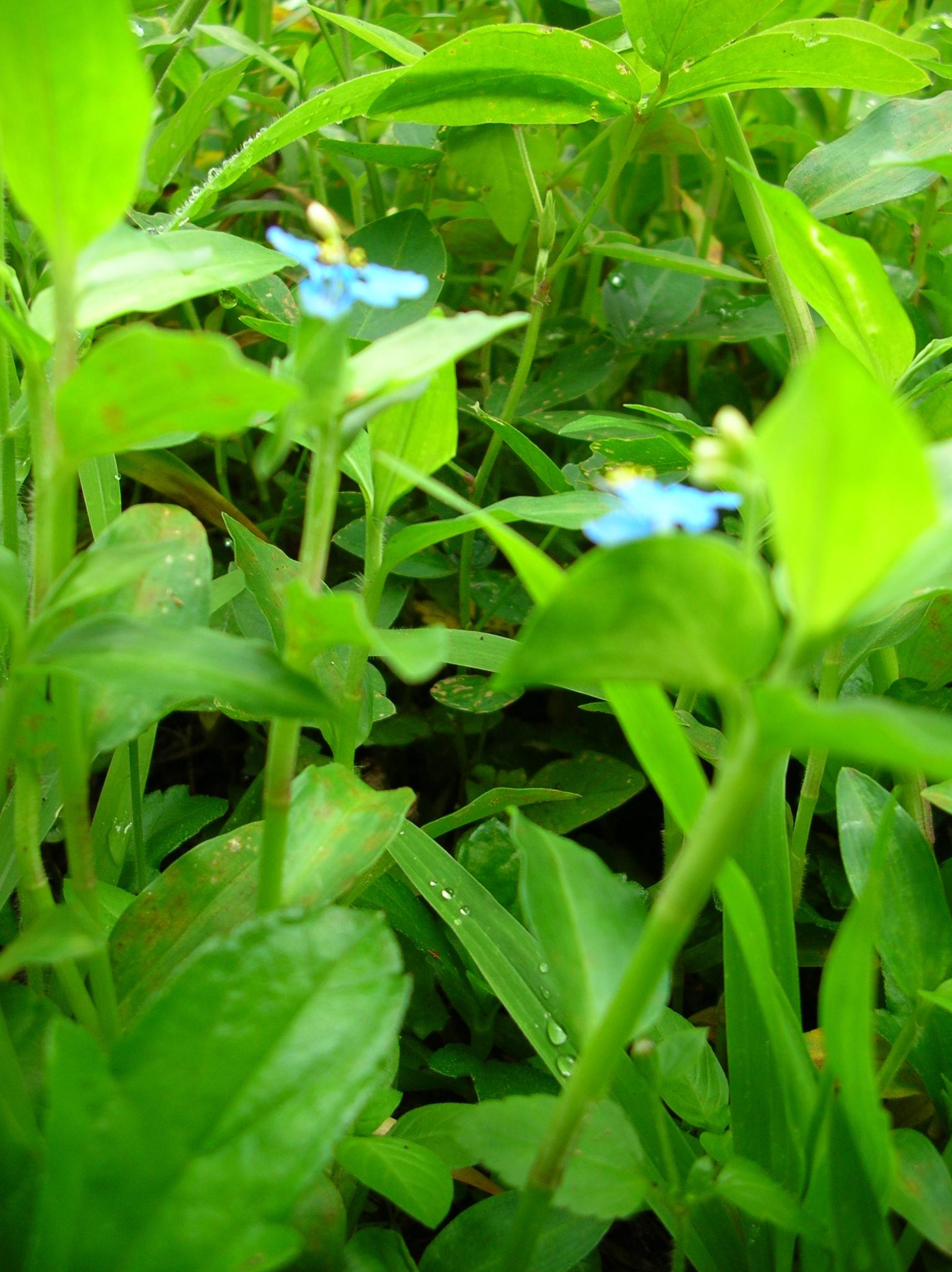
Commelina diffusa

По информации базы данных The Plant List, род включает 215 видов. Некоторые из них:
- Commelina africana L. — Коммелина африканская
- Commelina benghalensis L. — Коммелина бенгальская
- Commelina coelestis Willd. — Коммелина небесно-голубая
- Commelina communis L. — Коммелина обыкновенная
- Commelina cyanea R.Br. — Коммелина синяя
- Commelina latifolia Hochst. ex A.Rich. — Коммелина широколистная
- Commelina longifolia Lam. — Коммелина длиннолистная
- Commelina pyrrhoblepharis Hassk. — Коммелина огненно-реснитчатая

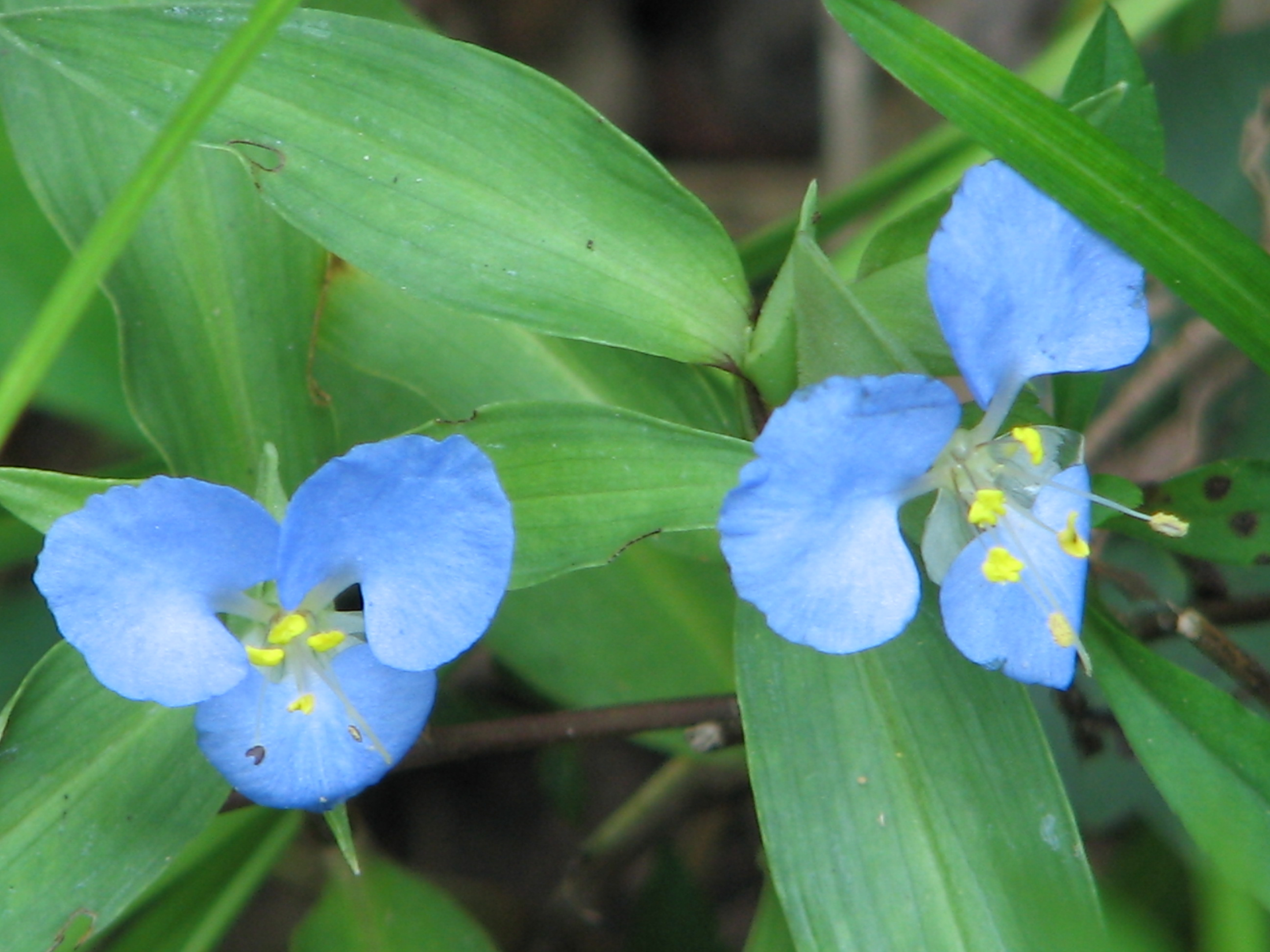
Коммелина виргинская (Commelina virginica)

- Commelina spectabilis C.B.Clarke
- Commelina tuberosa L. — Коммелина клубневая
- Commelina virginica L. — Коммелина виргинская
- Commelina welwitschii C.B.Clarke